# Terebellidae
Famille
Synonymes
- Telothelepodidae Nogueira, Fitzhugh & Hutchings, 2013[1]

Les Terebellidae sont une famille de vers annélides polychètes sédentaires de l'ordre des Terebellida. Les annélides sont des animaux protostomiens métamérisés vermiformes.

## Description et caractéristiques

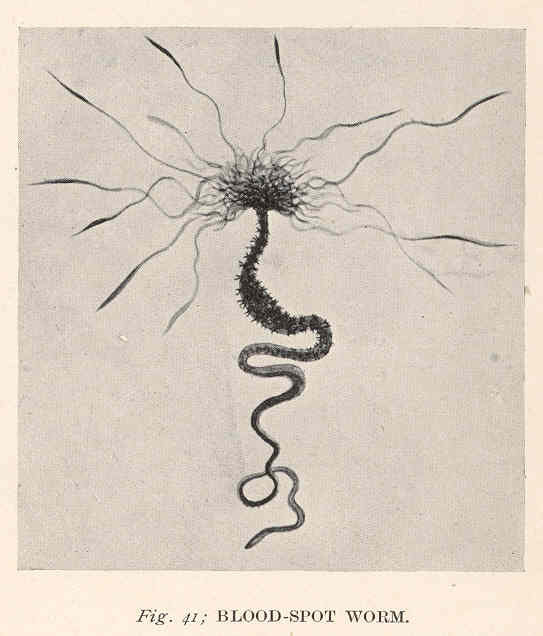
Illustration d'un Polycirrus eximius

Ce sont de petits vers souvent sessiles, qui chassent au moyen de longs tentacules collants, auxquels ils doivent leur surnom de « vers spaghettis ».
La plupart des térebellides vivent dans des terriers ou des crevasses et sont souvent de grande taille, pouvant mesurer jusqu'à 15 cm de long pour 1,5 cm de large. Les nombreux et très longs tentacules qui rayonnent à partir de leur bouche sont utilisés pour attraper des particules alimentaires sur la surface du sédiment. Ces tentacules ne sont pas rétractables contrairement à ceux des Ampharetidae. Leur corps est légèrement dodu antérieurement, constitué de segments s'effilant vers l'arrière (tandis que les Ampharetidae sont plus compacts). 
Ils sont pourvus de branchies latérales sur un à trois chaetigères antérieurs (mais dans la sous-famille Thelepodinae les branchies forment de nombreux filaments simples). Les chaetigères du milieu du corps forment de double rangées dans la sous-famille Terebellinae. Dans la sous-famille Polycirrinae, les branchies sont absentes et le prostomium est étendu comme une membrane ondulante portant les tentacules.
Environ 400 espèces sont décrites.

## Liste des sous-familles et genres
Selon World Register of Marine Species (5 décembre 2014) :

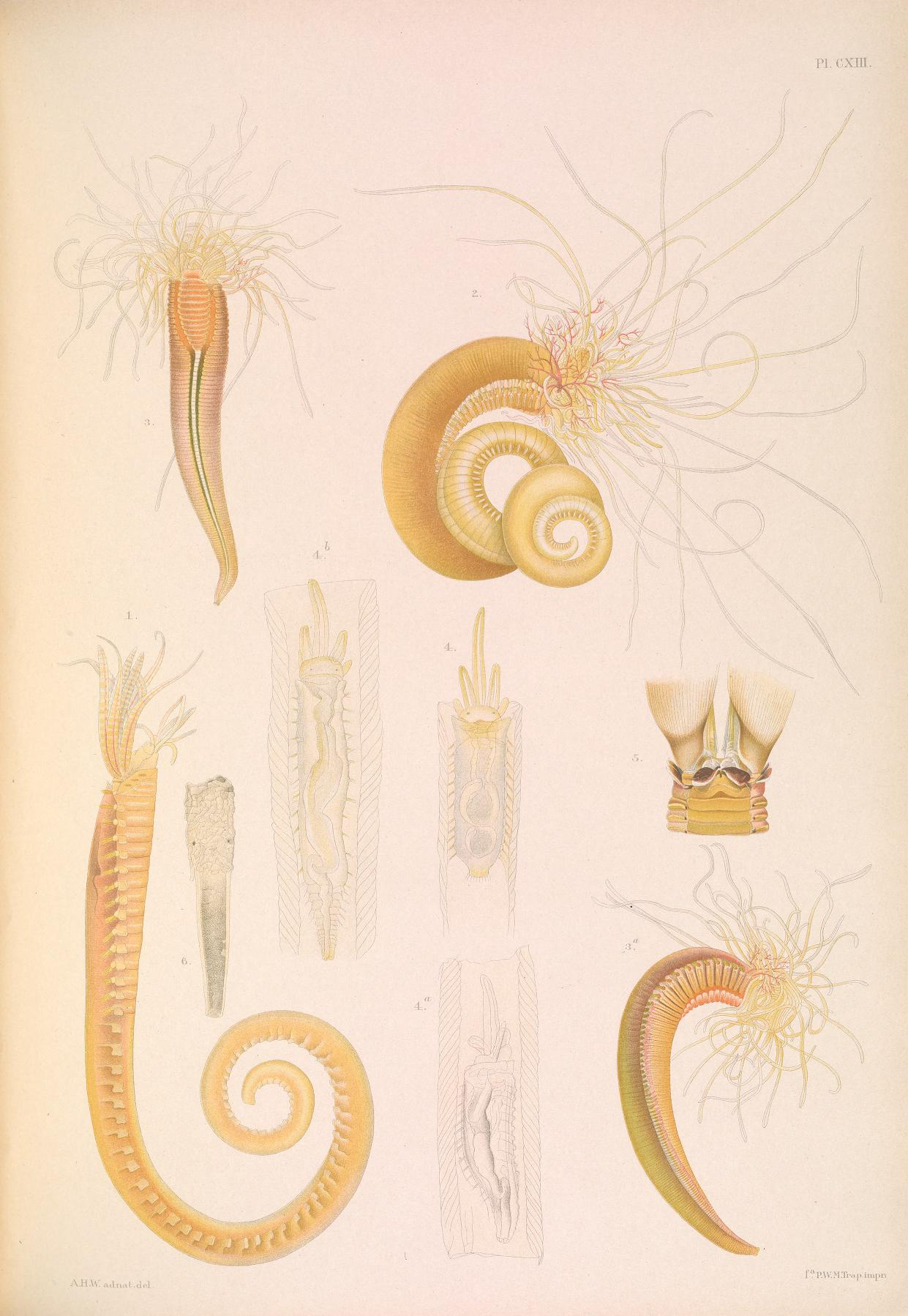
Planche d'encyclopédie présentant différents térebellides (et trois autres vers)

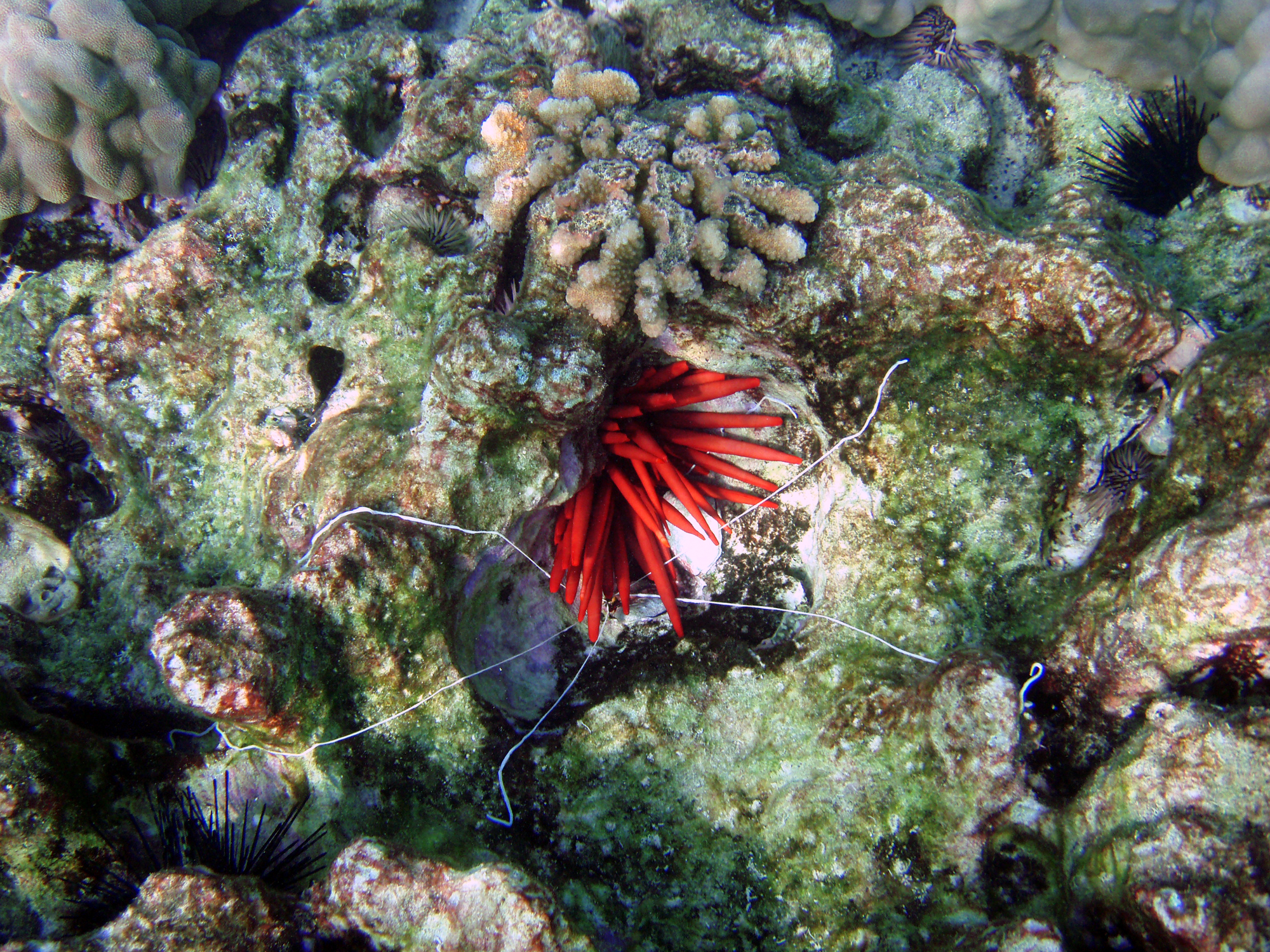
Panache de tentacules d'un probable Loimia medusa, à Hawaii.

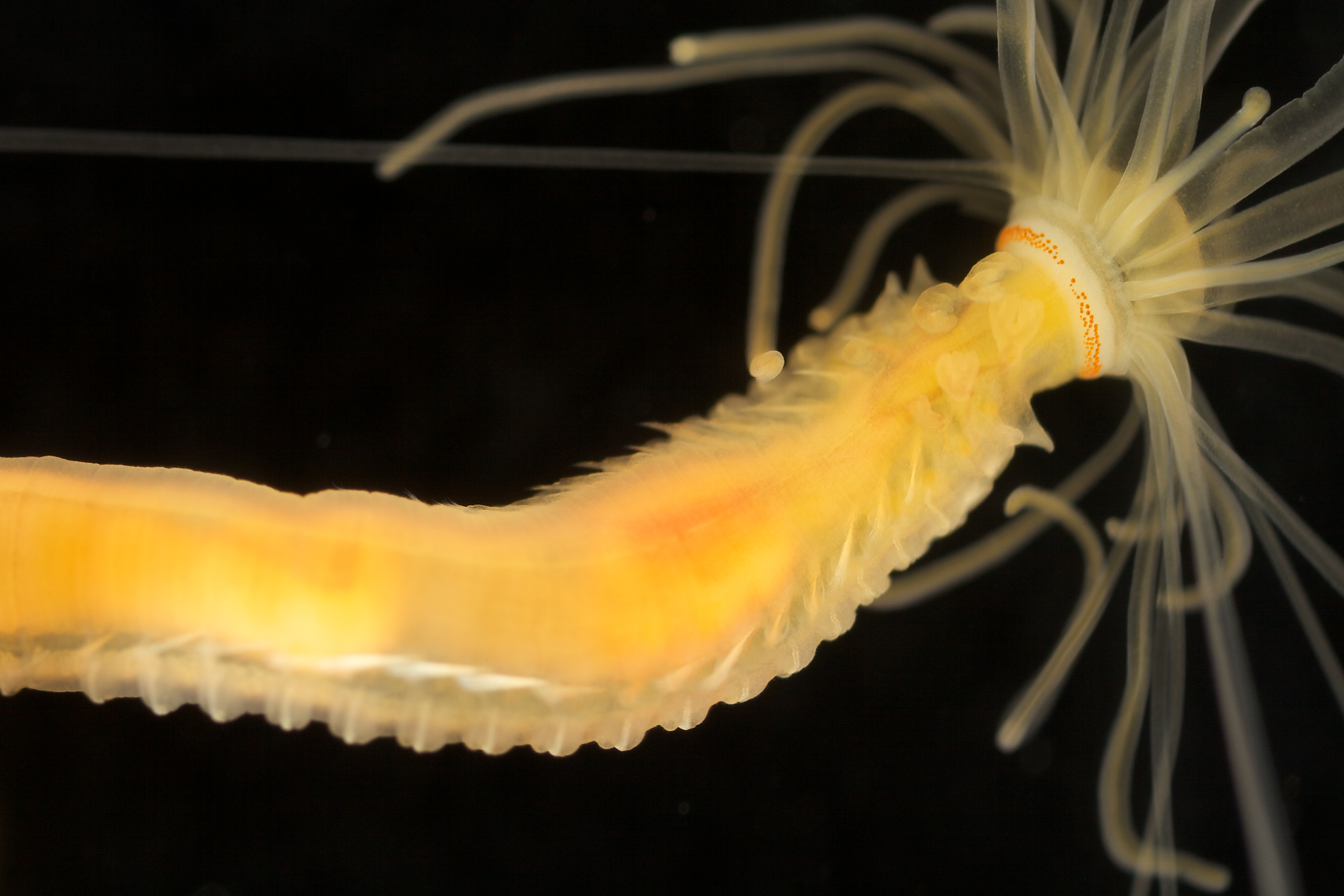
Détail de la partie antérieure d'un Eupolymnia nesidensis.

- sous-famille Polycirrinae Malmgren, 1867
  - genre Amaeana Hartman, 1959
  - genre Biremis Polloni, Rowe & Teal, 1973
  - genre Enoplobranchus Verrill, 1879
  - genre Hauchiella Levinsen, 1893
  - genre Lysilla Malmgren, 1866
  - genre Polycirrus Grube, 1850
- sous-famille Terebellinae Malmgren, 1867
  - genre Amphitrite O.F. Müller, 1771
  - genre Amphitritides Augener, 1922
  - genre Arranooba Hutchings & Glasby, 1988
  - genre Artacama Malmgren, 1866
  - genre Articulatia Nogueira, Hutchings & Amaral, 2003
  - genre Axionice Malmgren, 1866
  - genre Baffinia Wesenberg-Lund, 1950
  - genre Bathya Saint-Joseph, 1894
  - genre Betapista Banse, 1980
  - genre Colymmatops Peters, 1855
  - genre Eupistella Chamberlin, 1919
  - genre Eupolymnia Verrill, 1900
  - genre Hadrachaeta Hutchings, 1977
  - genre Hutchingsiella Londono-Mesa, 2003
  - genre Lanassa Malmgren, 1866
  - genre Lanice Malmgren, 1866
  - genre Lanicides Hessle, 1917
  - genre Lanicola Hartmann-Schröder, 1986
  - genre Laphania Malmgren, 1866
  - genre Leaena Malmgren, 1866
  - genre Loimia Malmgren, 1865
  - genre Longicarpus Hutchings & Murray, 1984
  - genre Morgana Nogueira & Amaral, 2001
  - genre Neoamphitrite Hessle, 1917
  - genre Neoleprea Hessle, 1917
  - genre Nicolea Malmgren, 1866
  - genre Opisthopista Caullery, 1944
  - genre Paralanice Caullery, 1944
  - genre Paramphitrite Holthe, 1976
  - genre Paraxionice Fauchald, 1972
  - genre Phisidia Saint-Joseph, 1894
  - genre Pista Malmgren, 1866
  - genre Pistella Hartmann-Schröder, 1996
  - genre Polymniella Verrill, 1900
  - genre Proclea Saint-Joseph, 1894
  - genre Pseudopista Hutchings & Smith, 1997
  - genre Pseudoproclea Hutchings & Glasby, 1990
  - genre Ramex Hartman, 1944
  - genre Reteterebella Hartman, 1963
  - genre Scionella Moore, 1903
  - genre Scionides Chamberlin, 1919
  - genre Spinosphaera Hessle, 1917
  - genre Spiroverma Uchida, 1968
  - genre Stschapovella Levenstein, 1957
  - genre Terebella Linnaeus, 1767
  - genre Terebellanice Hartmann-Schröder, 1962
  - genre Terebellobranchia Day, 1951
  - genre Tyira Hutchings, 1997
- sous-famille Thelepodinae Hessle, 1917
  - genre Decathelepus Hutchings, 1977
  - genre Euthelepus McIntosh, 1885
  - genre Glossothelepus Hutchings & Glasby, 1986
  - genre Parathelepus Caullery, 1915
  - genre Pseudoampharete Hartmann-Schröder, 1960
  - genre Pseudostreblosoma Hutchings & Murray, 1984
  - genre Pseudothelepus Augener, 1918
  - genre Rhinothelepus Hutchings, 1974
  - genre Streblosoma Sars, 1872
  - genre Telothelepus Day, 1955
  - genre Thelepides Gravier, 1911
  - genre Thelepus Leuckart, 1849

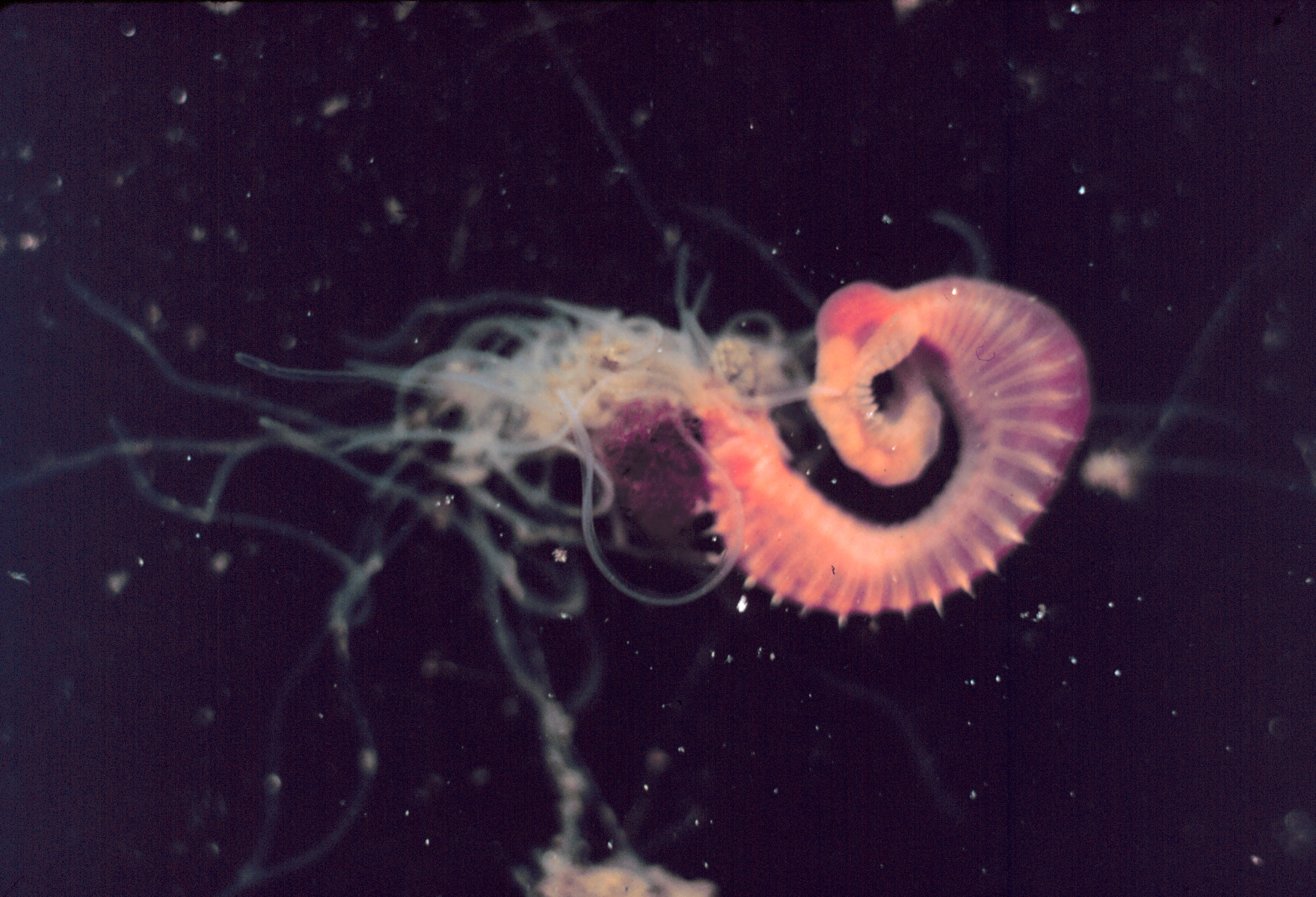
Amphitrite sp.
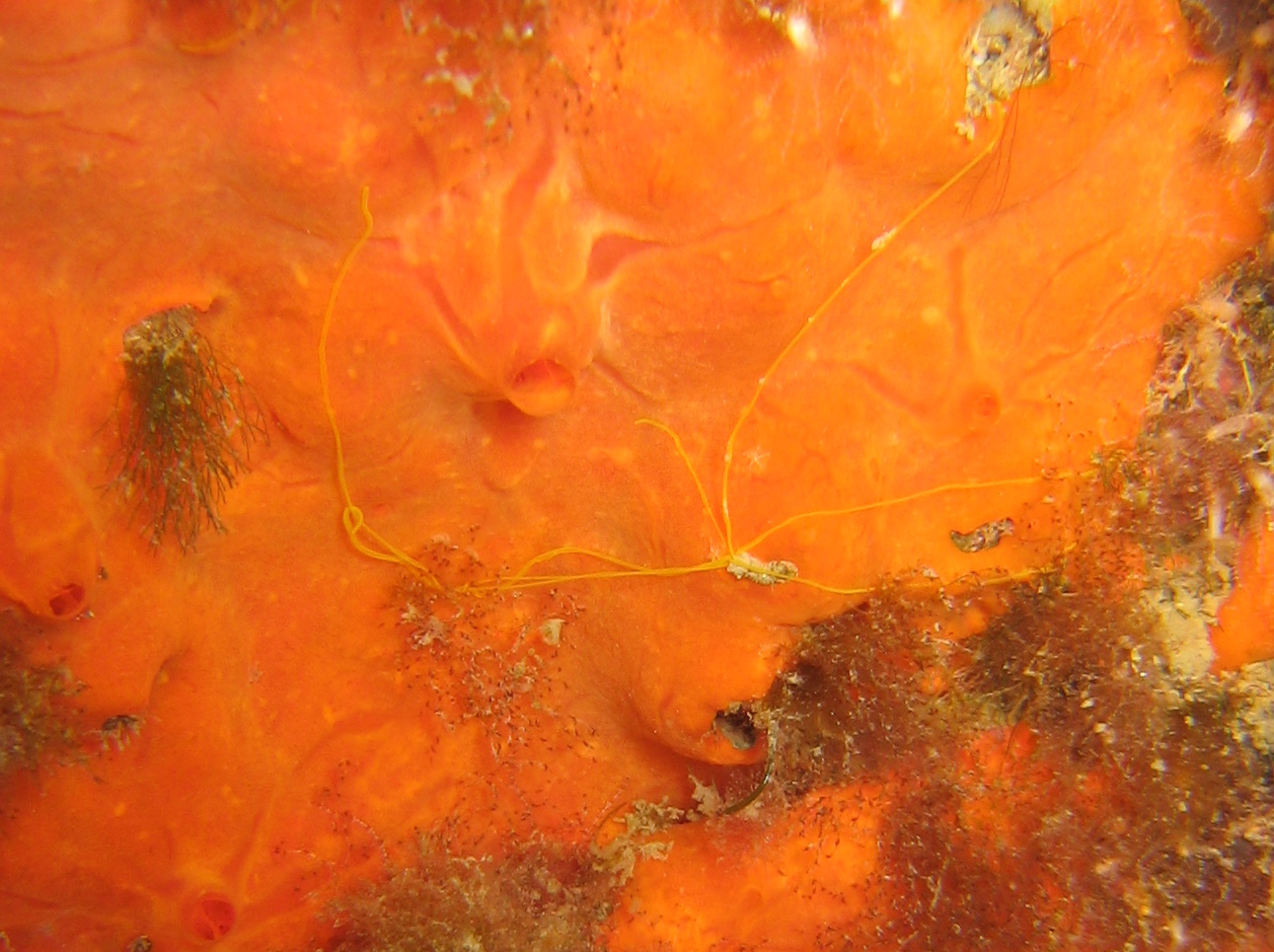
Eupolymnia nebulosa
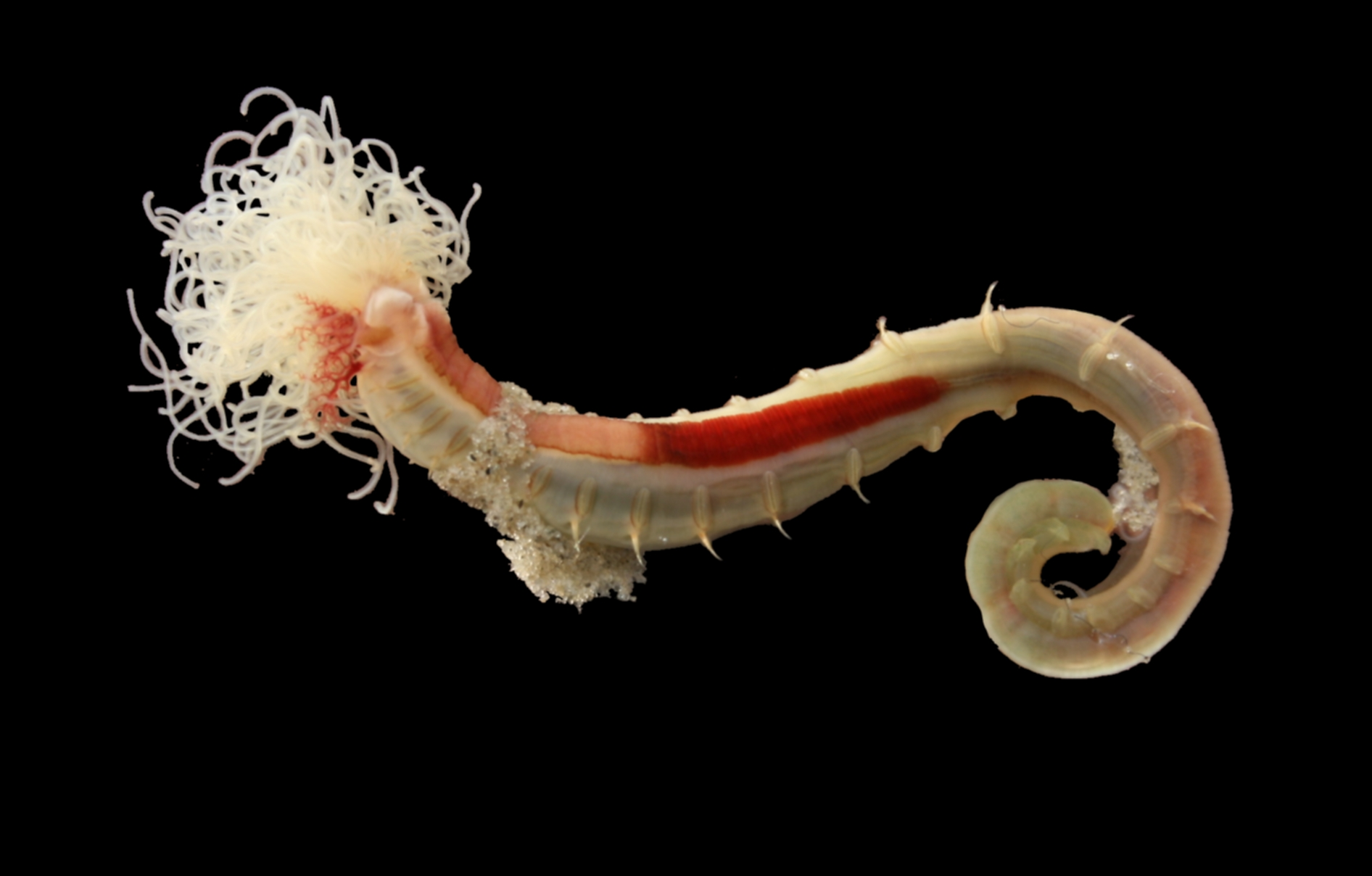
Lanice conchilega
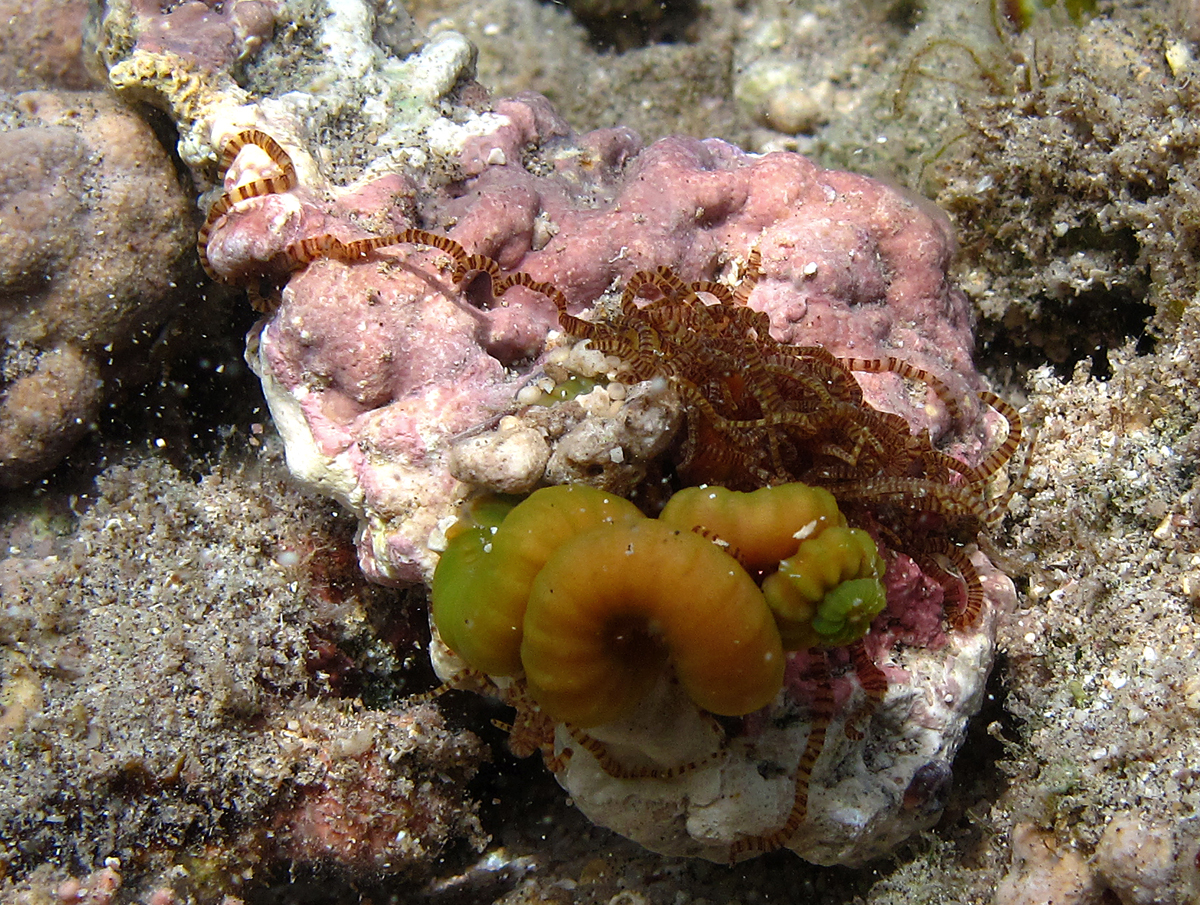
Loima sp.
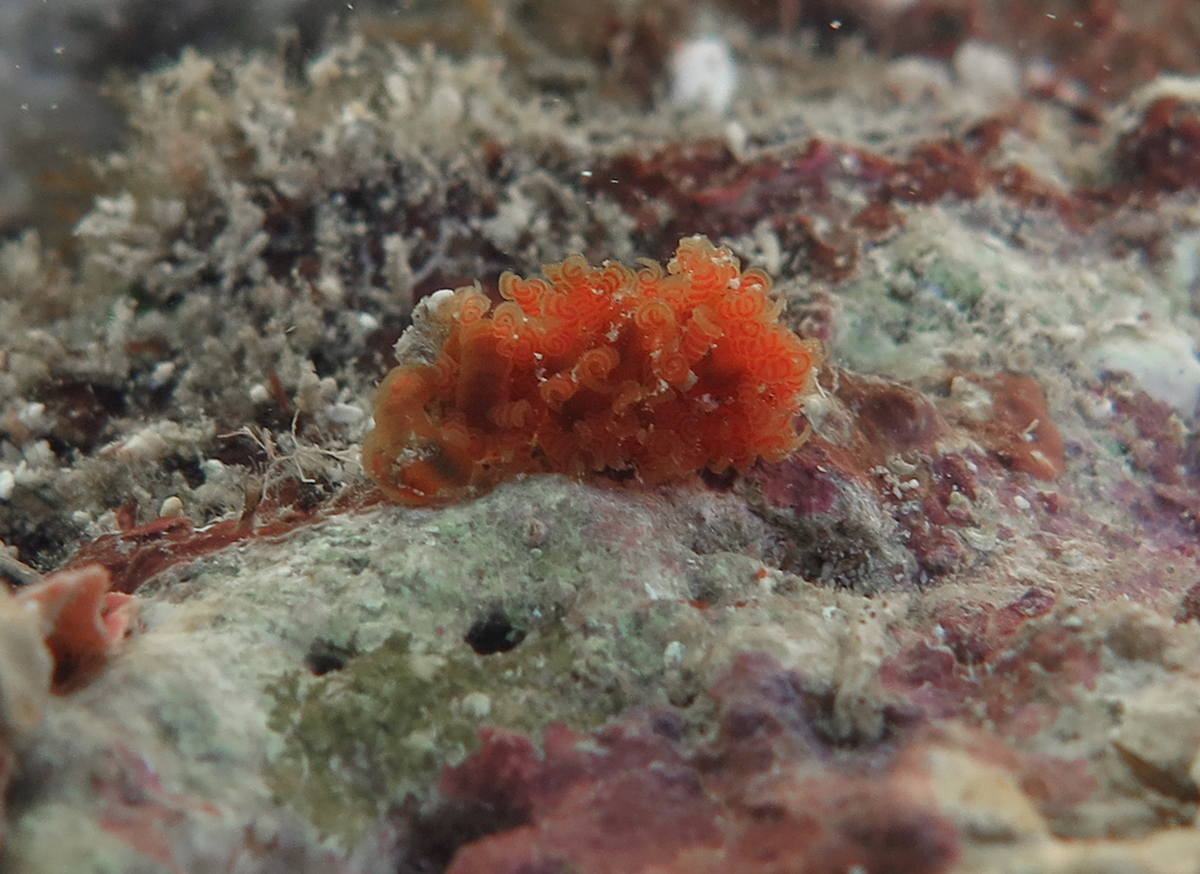
Nicolea venustula
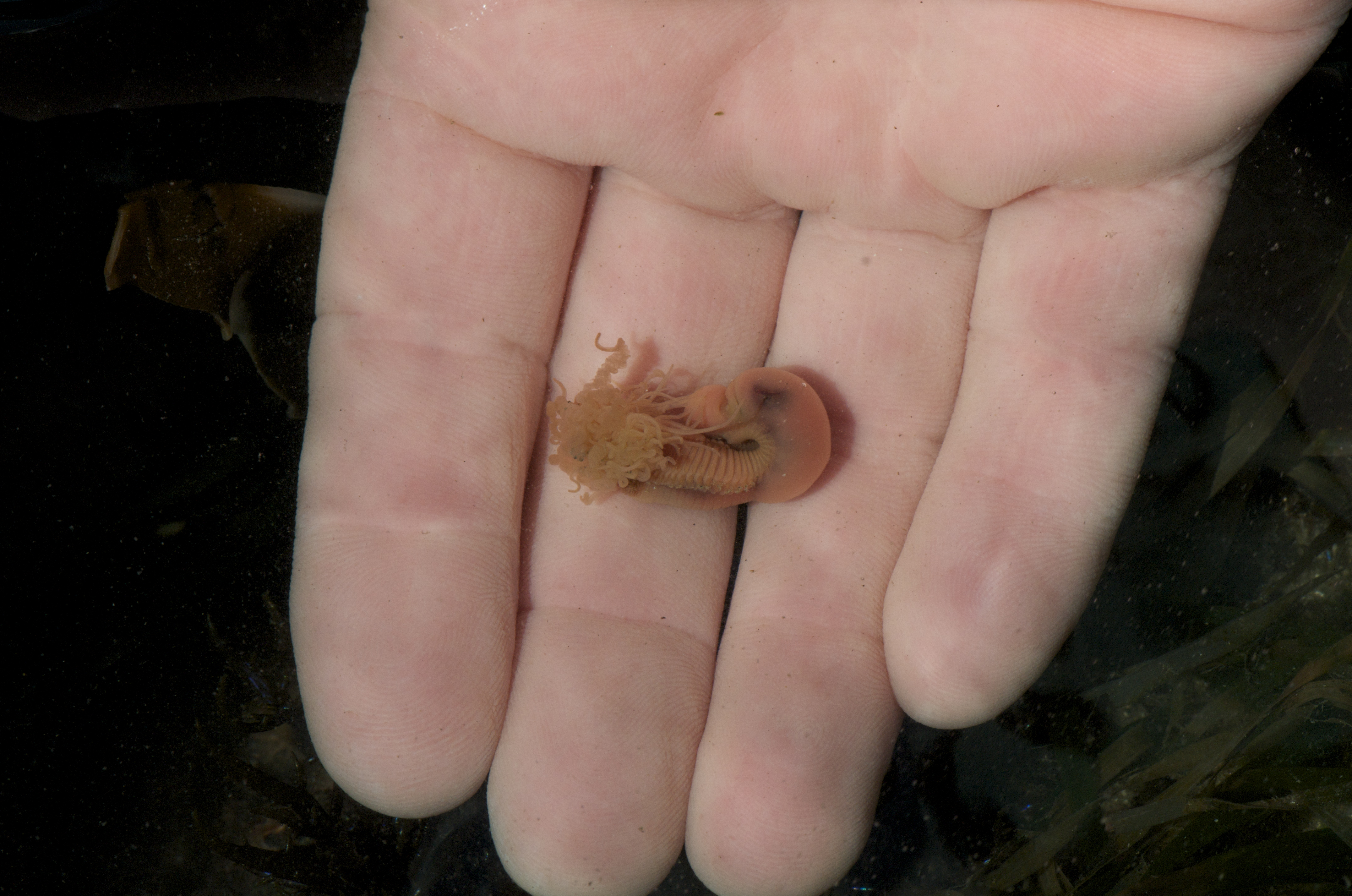
Thelepus cincinnatus